# Xylobosca canina
Xylobosca canina là một loài bọ cánh cứng trong họ Bostrichidae. Loài này được Blackburn miêu tả khoa học năm 1893.